# Body Slam (film)
Body Slam è un film del 1986 diretto da Hal Needham.